# Danthonia malacantha
Danthonia malacantha là một loài thực vật có hoa trong họ Hòa thảo. Loài này được (Steud.) Pilg. mô tả khoa học đầu tiên năm 1929.